# Ратичский сельсовет
Ратичский сельсовет (бел. Раціцкі сельсавет) — упразднённая административная единица на территории Гродненского района Гродненской области Белоруссии. Центр — деревня Ратичи.

## История
Создан 12 октября 1940 года как Голынковский сельсовет в составе Сопоцкинского сельсовета Белостокской области БССР. Центр — деревня Голынка. С 20 сентября 1944 года в Гродненской области.
Упразднён 20 сентября 2002 года, территория сельсовета вошла в состав Подлабенского сельсовета.

## Состав
Ратичский сельсовет включал 16 населённых пунктов:
- Бояры — деревня.
- Воловичёвцы — деревня.
- Гиновичи — деревня.
- Каплановцы — деревня.
- Комиссарово — деревня.
- Конюхи — деревня.
- Крулевщина — деревня.
- Кулаковщина — деревня.
- Лабно-Огородники — деревня.
- Лихосельцы — деревня.
- Новосёлки — деревня.
- Перстунь — деревня.
- Польные-Богатыри — деревня.
- Ратичи — деревня.
- Скрыники — деревня.
- Софиёво — деревня.